# Iberocypris palaciosi
Iberocypris palaciosi là một loài cá nước ngọt trong họ Cyprinidae.
Nó chỉ được tìm thấy ở Tây Ban Nha, và có tên địa phương là bogardilla.
I. palaciosi chỉ được tìm thấy ở hai nhánh sông Guadalquivir trong một đoạn dài ít hơn 100 km. Nó bị đe dọa mất môi trường sống.